# Admir Adrović
Admir Adrović (in cirillico: Адмир Адровић?; Berane, 8 maggio 1988) è un ex calciatore montenegrino, di ruolo attaccante.

## Palmarès

### Club
- Campionato montenegrino: 1

Budućnost: 2011-2012
- Coppa del Montenegro: 2

Budućnost: 2012-2013
Mladost Podgorica: 2017-2018

### Individuale
- Capocannoniere del campionato montenegrino: 2

2012 (22 gol), 2013 (15 gol)